# Станко Блоудек
Станко Блоудек (Идрија 11. фебруар 1890 — Љубљана, 26. новембар 1959) је био машински инжењер, авио контруктор, градитељ скијашке скакаонице у Планици, познати спортиста и спортски радник.

## Биографија
Рођен је као треће од петоро деце. Имао је две старије и две млађе сестре. Њехов отац Јарослав је био машински инжењер, из Телча у Моравској у Чешкој, који је био запослен у руднику живе у Идрији. Мајка Минка рођена Лапајне је била из Словеније. Године 1894, цела породица се преселила у Чешку у место Мост( ), где му је отац добио посао у руднику мрког угља.
Ту је Блоудек завршио основну школу и четири рареда гимназије до 1904. године када му је од можданог удара умро отац. Морао се вратити назад у Словенију, где је живео са својим ујаком и пети разред је завршио у Крању а следећа три на Првој државној гимназији у Љубљани. У току школовања Блоудек је постигао просечан општи успех. Добар је био у физичком и ликовном, а слабији у математици и физици што није обећавало да ће касније постати инжењер. Од технике га је удаљевало и то што се окренуо према уметности, јер му је рођак по мајчиној линији студирао сликарство. Тако млади Блоудек почиње да слика и похађа приватну уметничку школу словеначког импресионисте Рихарда Јакопича. После матурирања 1908. почео да студира сликарство на Академији ликовних уметности у Прагу, али после годину дана прешао на машинствода буде инжењер као и љехов отац.
Мајка му умире од рака 1910. у Бечу. То га је много потресло. Озбиљна животна криза га је натерала да се посвети раду и студирању а свој животни пут налази у вазухопловној индустрији.

## Станко Блоудек у ваздухопловству
У периоду од 1910. до 1912. године као студент је конструисао оригиналну ваздушну једрилицу названу Галеб и две летјелице са мотором Либела I и Либела II. У периоду 1911. до 1918. био је први словеначки професионални дизајнер у ваздухопловној индустрији. Радио је ка конструктор у Трутнову (Чешка), Бечу, Бечком Новом Месту и Будимпешти.
Вративши се у домовину 1918, бавио се разним конструкцијама, од којих је многе патентирао. За време фашистичке окупације Љубљане у Другом светском рату био је вуише пута затваран и интерниран. После ослобођења радио је као саветник-конструктор при републичким органима за просвету и културу.

## Спортска каријера и рад у спорту
Станко Блоудек је пионир у многим спортовима у Словенији. Године 1909, је учествовао у оснивању фудбалског клуба Хермес. У Љубљану је донео први прави фудбал и копачке. Љубјано је такође донео први прави фудбал и копачке. Након Првог светског рата радио је у спортском друштву Илирик и био је један од водећих људи клуба све до 1941. Од фудбалског клуба направио је спортско друштво са секцијама за атлетику, пливање, клизање, хокеј на леду, а после 1945. и котураљкање.
Између 1925. и 1929. био је међу првим словеначким фудбалерима, словеначки првак у бацању диска и вишеструки првак Југославије у уметничком клизању, а био је члан руководства југословенске екипе на Олимпијским играма 1928. у Санкт Морицу. Деловао је као учитељ клизања, касније и котураљкања, а био је и врстан планинар. Утро је пут многим дотад непознатим спортским гранама у словеначке а и у друге југословенске клубове. Као организатор и покровитељ, предавач, консултант одговоран је за почетак и развој атлетике, тениса, пливања, котураљкања, клизања, хокеја, мачевања, фудбала, скијања и наравно ски-скоковима.
Био је начелник клизачког одсека у Словеначком спортском савезу односно Зимскоспортском савезу Југославије, после ослобобођења први председник Фискултурног одбора Словеније, председник Савеза са клизање и котураљкање Словеније и Југославије, шеф Конструкционог бироа Савеза спортова Словеније. Године 1948, изабран је за члана МОКа.
У земљи и свету стекао је углед изградњом и пројектима разних спортских објеката (фудбалска, хокејашка, тениска и друга игралишта, првих уређаја за атлетику у Словенији, прва жичара за скијаше, бетонска плоча за котураљкање, трибине и др.) По његовим пројектима изграђен је 1929. први олимпијски пливачки базен у Љубљани. Градњу тог назена помогао је својим доприносом од 2.250,000 динара. Блоудаек се надалеко прочуо својим оригиналним конструкцијским захватима и израчунавањима правилног профила скијашких скакаоница, међу којима у првом реду Планице 1934, прве скакаонице за скијашке летове преко 100 m у свету. У Југославији је по његовим пројектима изграђено преко 50 скакаоница, а градио их је и у Аустрији.
Као такав био је истакнути експерт Међународног скијашког савеза (ФИС). Последњих година живота интензивно се бавио пројектовањем зимских високо-планинских центара у Југославији.
У помен овог великана спорта у Словенији је од 1965. уведена Блоудекова награда (награда и медаља) као највише национално признање за досигнућа у спорту.